# هرنیوس اتروسکوس
هرنیوس اتروسکوس (به لاتین: Herennius Etruscus) (زادهٔ زمانی بین ۲۲۰ تا ۲۳۰ - درگذشتهٔ ژوئن ۲۵۱) امپراتور روم به‌طور مشترک با پدرش دسیوس در سال ۲۵۱ میلادی بود که همراه با او به دست گوت‌ها در میدان نبرد با آنان کشته شد. هرنیوس اتروسکوس و دسیوس نخستین امپراتوران در تاریخ روم بودند که به دست دشمنان خارجی و نه رومی‌ها کشته شدند.

## زندگی‌نامه
تاریخ دقیق زادروز هرنیوس اتروسکوس مشخص نیست و گمان می‌رود در زمانی بین ۲۲۰ تا ۲۳۰ میلادی در پانونیا زاده شده باشد. او پسر بزرگتر دسیوس، امپراتور وقت روم بود که در سال ۲۵۰ میلادی همراه با برادر کوچکش هوستیلیان توسط دسیوس به جانشینی او انتخاب شده و لقب سزار به آن دو اعطا شد. با این‌وجود در سال ۲۵۱ میلادی، دسیوس لقب آگوستوس را تنها به پسر بزرگش اعطا کرد و هرنیوس اتروسکوس دوران امپراتوری مشترک خود با پدرش را آغاز کرد.
در همان سال دسیوس وارد جنگ با گوت‌های متجاوز در منطقهٔ دانوب شده بود. آنها موئسیا و کارپی را مورد تاخت و تاز شدید خود قرار داده بودند و هرنیوس اتروسکوس همراه با پدرش برای مقابله با آنها حرکت کرد. دو سپاه در جایی به نام آبریتوس با یکدیگر روبرو شدند و نبرد بین آنها به نبرد آبریتوس معروف شد. سنیوا، پادشاه گوت‌ها بود و برای مقابله با رومی‌ها نیروهای خود را به چندین گروه تقسیم نمود. هرنیوس اتروسکوس در همان آغاز نبرد مورد اصابت تیری قرار گرفت و کشته شد. سپاه روم به محاصرهٔ گوت‌ها درآمد و تقریباً نابود شد. تربونیانوس گالوس، فرماندار موئسیا، تلاش نمود تا جلوی شکست رومی‌ها را بگیرد اما موفقیتی دربرنداشت و دسیوس نیز کشته شد. این واقعه سبب شد تا هرنیوس اتروسکوس و پدرش دسیوس، نخستین امپراتورانی در تاریخ روم باشند که به دست دشمنان خارجی و نه رومی‌ها کشته شده‌اند.
به دنبال درگذشت دسیوس و هرنیوس اتروسکوس در ژوئن ۲۵۱، تربونیانوس گالوس به عنوان امپراتور جدید روم انتخاب شد.